# Por qué amamos a los perros, nos comemos a los cerdos y nos vestimos con las vacas: una introducción al carnismo
Por qué amamos a los perros, comemos cerdos y usamos vacas: una introducción al carnismo (2009) es un libro de la psicóloga social americana Melanie Joy sobre el sistema de creencias y la psicología del consumo de carne, o "carnismo". Joy acuñó el término carnismo en 2001 y lo desarrolló en su tesis doctoral en 2003. El carnismo es un subconjunto del especismo : 9–12 y contrasta con el veganismo ético, el compromiso moral de abstenerse de consumir o utilizar carne y otros productos animales. 

## Antecedentes
Joy, psicóloga social y autora, estaba preocupada por el sesgo lingüístico inherente a términos como carnívoro, que eran inexactos y no daban cuenta de las "creencias que hay debajo del comportamiento". Los carnívoros requieren carne en su dieta para sobrevivir, pero los carnistas eligen comer carne según sus creencias. : 422  : 30  Joy descubrió que no había una etiqueta para las creencias de las personas que producen, consumen y promueven el consumo de carne. Ella creó el término carnismo ( carn latino, carne o cuerpo) para nombrar y describir este sistema de creencias culturales dominante. "Asumimos que no es necesario asignarse un término cuando nos adherimos a la forma de pensar dominante, como si su prevalencia lo hiciera una parte intrínseca de la vida en lugar de una opinión ampliamente sostenida. Comer carne, aunque culturalmente dominante, refleja una elección que no es compartida por todos," escribe Joy.

## Sinopsis
El carnismo, según Joy, es el paradigma dominante, aunque invisible, en la cultura moderna que apoya la elección de consumir carne.:138-139 El carnismo es un sistema invisible de creencias en el sentido social, psicológico y físico. Por ejemplo, en el sentido físico, se estima que 10 mil millones de animales terrestres son sacrificados por su carne cada año en los EE. UU., sin embargo la mayoría de los animales nunca son vistos - son mantenidos en operaciones de alimentación animal confinadas,:422 invisibles para el público y fuera de los límites de los medios de comunicación. Joy sostiene que la elección de comer carne no es natural o dada como afirman los defensores de la carne, sino que está influenciada por el condicionamiento social. La mayoría de la gente, afirma Joy, se preocupa profundamente por los animales y no quiere que sufran

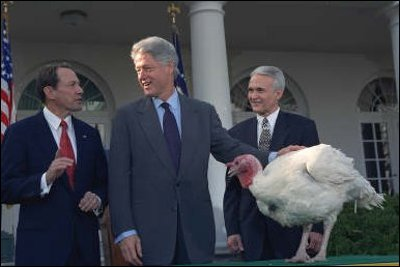
El presidente Bill Clinton en la presentación nacional de Acción de Gracias de Turquía. Clinton presentó un "desafío discursivo al carnismo" cuando reconoció públicamente que los pavos eran independientes y tenían diferentes personalidades

Joy argumenta que hay una base neurológica para la empatía; La mayoría de las personas se preocupan por los animales no humanos y quieren evitar su sufrimiento. Además, los humanos valoran la compasión, la reciprocidad y la justicia. Sin embargo, el comportamiento humano no coincide con estos valores. Para continuar comiendo animales, argumenta Joy, las personas se entumecen psíquicamente, lo que altera la percepción de nuestro comportamiento hacia los animales y utiliza mecanismos de defensa para bloquear la empatía. 
En primer lugar, el carnismo niega que haya un problema con el consumo de animales; en segundo lugar, justifica el consumo de carne como algo normal, natural y necesario; en tercer lugar, para prevenir la disonancia cognitiva, el carnismo altera la percepción de los animales como individuos vivos en objetos alimenticios, abstracciones y categorías. Las personas que sostienen estas creencias también pueden ser llamadas carnistas.
A través de esta negación, justificación y distorsión perceptiva, Joy argumenta que el carnismo influye en la gente para violar sus valores fundamentales. Los defensores de los animales y los estudiosos de la cultura han implicado tanto al gobierno como a los medios de comunicación como los dos principales canales responsables de la legitimación del discurso carnista en los Estados Unidos. : 103 

## Recepción de la crítica
La escritora Megan Kearns está de acuerdo con el argumento de Joy de que el sistema carnista está en desacuerdo con la democracia, pero está en desacuerdo con que Joy culpe al sistema en vez de a las personas que toman las decisiones carnistas: "La forma en que nosotros como sociedad imaginamos la alimentación y los animales es contradictoria e insidiosa. Sin embargo, parece incongruente culpar al sistema y al mismo tiempo responsabilizar a la gente de que despierte su conciencia y ejerza su libre albedrío." Kearns también señala que no sólo hay muchas personas empáticas que eligen comer carne, sino muchos vegetarianos que basan su dieta en la salud, no en razones morales
Helena Pedersen de la Universidad de Malmö cuestiona si es correcto que Joy trate a los consumidores de carne como un grupo homogéneo, ya que puede haber muchos tipos diferentes de consumidores de carne, todos los cuales tienen diferentes razones para comer carne. : 112  Los defensores de la teoría abolicionista de los derechos de los animales, como Gary Francione, no aceptan el concepto de carnismo, ya que creen que apoya solo indirectamente la posición del bienestar animal al no pedir el rechazo inmediato de todo uso de animales y no promover explícitamente el veganismo
El libro también ha sido publicado en una edición alemana, Warum wir Hunde lieben, Schweine essen und Kühe anziehen: Karnismus - eine Einführung 

## Otras lecturas
- Fox, Katrina (18 de junio de 2010). Comer carne no es natural: es carnismo . ABC News (Australia) .
- La carne de caballo no es escandalosa para el dueño de una tienda de delicatessen de Toronto . La prensa canadiense . 10 de marzo de 2013.
- Knight, Alison (29 de noviembre de 2012). Carnism founder finds Joy in her worko Archivado el 4 de abril de 2013 en Wayback Machine. . Gaceta de la UWO . pags.   4. ( versión impresa )
- Kranjec, Mankica (17 de abril de 2012). Zlati prinašalec za kosilo? . Jana
- Moller, Valdemar (4 de diciembre de 2012). Varje dag ställs vi inför valet om vad vi ska äta . Fria Tidningen .
- Samson, Claudette (22 de noviembre de 2012). Le véganisme, un refus de l'exploitation des animaux Archivado el 5 de mayo de 2017 en Wayback Machine. . Le Soleil ».
- Schott, Ben (11 de enero de 2010). Carnism El New York Times .
- Socha, Kim; Sarahjane Blum (2013). Enfrentando la explotación animal: ensayos de base sobre la liberación y el veganismo . McFarland ISBN 0786465751.
- Spencer, Stephan (13 de septiembre de 2012). ¿Amigo o comida? La ideología de cómo decidimos . Huffington Post .
- Vereecken, Kathleen (15 de diciembre de 2012). Dierenliefde gaat niet door de maag . De Standaard .

## Entrevistas de la autora
- Runkle, Nathan (3 de septiembre de 2010). «The Mentality of Meat: An Exclusive Interview with Dr. Melanie Joy». Mercy for Animals. Archivado desde el original el 20 de noviembre de 2013. Consultado el 20 de noviembre de 2013. «I wrote Why We Love Dogs... for both carnists and veg*ns.»
- «Dr. Melanie Joy Interview». Animal Rights Zone. 24 de abril de 2010. Archivado desde el original el 20 de noviembre de 2013. Consultado el 20 de noviembre de 2013. «And though I don't use the phrase 'animal rights' I certainly do argue that one species' desire should not trump another species' right to live free from harm.»
- Stafford, Jessi (24 de febrero de 2012). «Feature Interview: Melanie Joy on Books, Documentaries, and Carnism». La Jolla, California: Vegan Mainstream. Archivado desde el original el 20 de noviembre de 2013. Consultado el 20 de noviembre de 2013. «Later I turned my dissertation into a book for a lay audience.»

- Datos: Q15058031